# Apanteles conopiae
Apanteles conopiae är en stekelart som beskrevs av Watanabe 1934. Apanteles conopiae ingår i släktet Apanteles och familjen bracksteklar. Inga underarter finns listade i Catalogue of Life.